# Flejm
Flejm (rzadziej flame, ang. flame war) – kłótnia w Internecie, przeważnie prowadzona w obrębie forów, komentarzach do artykułów lub w serwisach społecznościowych. Bywa inicjowana celowym działaniem trolla, starającego się wyprowadzić z równowagi innych użytkowników. Najczęściej flejm zaczyna się od prowokacyjnego, niemerytorycznego wpisu jednego z użytkowników, często zawierającego agresywne i złośliwe komentarze. Wszczynanie tego typu kłótni bywa rozumiane jako zachowanie modne, „trendy”. Naukowcy wskazują, że flejm w internecie irytuje większość użytkowników. Jest on postrzegany jako „odchodzenie od uczciwego wyrażania sprzeciwu”.
Część naukowców badających tego typu zachowania w internecie, zwraca uwagę na jego konstruktywną rolę anonimowości, jako czynnika dającego poczucie równości, które – poprzez zmniejszenie poczucia obowiązku zachowania normatywnej poprawności – zwiększa impuls do korzystania ze swobody wypowiedzi i realizowania prawa wolności słowa. Z drugiej strony, badacze podkreślają wpływ poczucia anonimowości w internecie na wyraźne obniżanie jakości dyskusji społecznościowych, czego przejawem jest trolling oraz flejm.